# Dactylorhiza elata sesquipedalis
Dactylorhiza elata subsp. sesquipedalis (Willd.) Soó, 1962 è una pianta appartenente alla famiglia delle Orchidacee.

## Etimologia
Il nome generico (dactylorhiza) è formato da due parole greche: “dito” e “radice” e si riferisce ai suoi tuberi suddivisi in diversi tubercoli (tuberi a forma digito-palmata). La prima parte del nome specifico (elata) deriva dal latino (“elatus”) e indica una pianta alta. Mentre il secondo nome specifico (sesquipedalis) precisa l'altezza: un piede e mezzo (circa 50 cm).
Il binomio scientifico di questa pianta inizialmente era Orchis sesquipedalis, proposto dal botanico, farmacista e micologo tedesco Carl Ludwig Willdenow (1765-1812) in una pubblicazione del 1805, perfezionato successivamente in quello attualmente accettato (Dactylorhiza elata subsp. sesquipedalis), proposto dal botanico ungherese Soó (1903-1980) nel 1962.

## Descrizione
È una pianta erbacea alta 50 – 80 cm (massimo110 cm). La forma biologica è geofita bulbosa (G bulb), ossia sono piante perenni che portano le gemme in posizione sotterranea. Durante la stagione avversa non presentano organi aerei e le gemme si trovano in organi sotterranei chiamati bulbi o tuberi, organi di riserva che annualmente producono nuovi fusti, foglie e fiori. È un'orchidea terrestre in quanto contrariamente ad altre specie, non è “epifita”, ossia non vive su altri vegetali di maggiori proporzioni seppur senza recargli danno.

### Radici
Le radici sono fascicolate e secondarie da bulbo, e si trovano nella parte superiore dei bulbi.

### Fusto
- Parte ipogea: la parte sotterranea del fusto è composta da due tuberi (ovvero bulbo-tuberi) palmati ognuno più o meno profondamente diviso in più lobi o tubercoli (caratteristica peculiare del genere Dactylorhiza); il primo svolge delle importanti funzioni di alimentazione del fusto, mentre il secondo raccoglie materiali nutritizi di riserva per lo sviluppo della pianta che si formerà nell'anno venturo.
- Parte epigea: la parte aerea del fusto è robusta, cava, eretta, tubulosa e di colore verde. Alla base sono presenti alcune guaine (resti di foglie atrofizzate), mentre alla sommità è angolosa. Tutto il fusto è glabro.

### Foglie
Le foglie (meno di una decina) sono conduplicate a disposizione eretta e a forma lanceolata-lineare con apice a forma di cappuccio. Sulla superficie sono presenti inoltre delle nervature parallele disposte longitudinalmente (foglie di tipo parallelinervie). Le foglie possono essere sia radicali (o basali) che caulinari; entrambe sono amplessicauli e abbraccianti (guainanti) il fusto. La superficie non è macchiata come in altre specie simili. Quelle più grandi possono superare la base dell'infiorescenza.

### Infiorescenza
L'infiorescenza è densa (fino a 100 fiori), allungata e cilindrica. I fiori sono posti alle ascelle di brattee a forma lanceolata e sono acute nella parte terminale, in genere più lunghe dei fiori stessi; sono colorate di verde. I fiori inoltre sono resupinati, ruotati sottosopra tramite torsione dell'ovario; in questo caso il labello è volto in basso. Dimensione dell'infiorescenza: 20 – 30 cm.

### Fiore
I fiori sono ermafroditi ed irregolarmente zigomorfi, pentaciclici (perigonio a 2 verticilli di tepali, 2 verticilli di stami (di cui uno solo fertile – essendo l'altro atrofizzato), 1 verticillo dello stilo). Il colore dei fiori e rosa-violetto con zone sfumate di bianco.
- Formula fiorale: per queste piante viene indicata la seguente formula fiorale:

X, P 3+3, [A 1, G (3)], infero, capsula
- Perigonio: il perigonio è composto da 2 verticilli con 3 tepali (o segmenti) ciascuno (3 interni e 3 esterni). I tepali esterni sono ovato-lanceolati ed eretti (un po' piegati all'indietro), con strie porporine (non conniventi a quello centrale – come invece nel genere affine Orchis); quello centrale è più ovato e concavo e insieme ai due tepali interni centrali (che sono conniventi) formano una specie di cappuccio a protezione degli organi riproduttori (il ginostemio). Dei tre tepali interni quello mediano (chiamato labello) è diverso dagli altri.
- Labello: il labello (semplice – non formato da due parti distinte), brevemente saldato al ginostemio, è più o meno della stessa lunghezza dei tepali, un po' più largo (a forma romboidale); la parte terminale è appena trilobata (o denticolata) e a volte crenulata; anche questa presenta delle strie porporine più scure che formano una linea quasi continua, mentre il centro è più chiaro quasi biancastro. Sul retro, alla base, il labello è prolungato in un robusto sperone conico, a portamento orizzontale (alla fine però è ripiegato all'ingiù), più breve dell'ovario. Dimensioni del labello: larghezza 12 – 15 cm: lunghezza 8 – 9 cm.
- Ginostemio: lo stame con le rispettive antere (in realtà si tratta di una sola antera fertile biloculare – a due logge) è concresciuto con lo stilo e forma una specie di organo colonnare chiamato "ginostemio"[5]. Quest'organo è posizionato all'interno-centro del fiore e in questa specie è molto breve ma con una ampia area stigmatifera. Il polline ha una consistenza gelatinosa; e si trova nelle due logge dell'antera, queste sono fornite di una ghiandola vischiosa (chiamata retinacolo). I pollinii sono inseriti sui due retinacoli tramite delle caudicole, mentre i retinacoli sono protetti da un'unica borsicola rostellare (a forma di coppa). L'ovario, sessile in posizione infera è formato da tre carpelli fusi insieme[3].
- Fioritura: da aprile a luglio.

### Frutti
Il frutto è una capsula. Al suo interno sono contenuti numerosi minutissimi semi piatti. Questi semi sono privi di endosperma e gli embrioni contenuti in essi sono poco differenziati in quanto formati da poche cellule. Queste piante vivono in stretta simbiosi con micorrize endotrofiche, questo significa che i semi possono svilupparsi solamente dopo essere infettati dalle spore di funghi micorrizici (infestazione di ife fungine). Questo meccanismo è necessario in quanto i semi da soli hanno poche sostanze di riserva per una germinazione in proprio.

## Biologia
La riproduzione di questa pianta può avvenire in due modi: 
- per via sessuata grazie all'impollinazione degli insetti pronubi, specialmente bombi. Questi posandosi sul labello per raggiungere con la proboscide il nettare contenuto nel fondo dello sperone, si agitano e si sfregano contro il ginostemio (posto in questo momento sopra il loro corpo) che vibrando rilascia del polline che va a posarsi sulle parti pelose dell'insetto. Quando lo stesso insetto si posa su un'altra orchidea parte di questo polline rimane attaccato al retinacolo (posto nella zona centrale del ginostemio) per merito della sostanza vischiosa presente sulla sua superficie. È avvenuto così il trasferimento del polline da un fiore all'altro. A questo punto lo stigma (parte inferiore del ginostemio) rimane impollinato, si sviluppa quindi un budello pollinico che entrando nell'ovario feconderà l'ovulo[2].
- per via vegetativa in quanto uno dei due bulbi possiede la funzione vegetativa per cui può emettere gemme avventizie capaci di generare nuovi individui (l'altro bulbo generalmente è di riserva).

## Distribuzione e habitat
Questa orchidea ha un areale mediterraneo-atlantico:  è segnalata in Corsica e in Sardegna (forse anche in Sicilia, ma è da verificare). Fuori dall'Italia è presente in Francia e nella Penisola Iberica.
L'habitat tipico sono le torbiere, le zone umide (vicino a corsi d'acqua) su substrato calcareo. Sui rilievi queste piante si possono trovare fino a 800-1000 m s.l.m. (in riferimento all'entità presenti sul territorio italiano); frequentano quindi i seguenti piani vegetazionali: collinare e in parte montano.

## Tassonomia
All'interno del genere Dactylorhiza l'orchidea di questa voce fa parte della sezione Maculatae caratterizzata dall'avere dei tuberi profondamente divisi in diversi tubercoli e lo sperone del labello più breve dell'ovario (nell'altra sezione Sambucinae i tuberi sono divisi solamente all'apice e lo sperone è più lungo dell'ovario). In base alle ultime ricerche sulle orchidee, l'”Orchidea sesquipedale” è inserita nel gruppo di Dactylorhiza praetermissa (Druce) Soó (1962), un gruppo di recente formazione ibridogena centrato nell'areale Euromediterraneo-Pontico.
Il numero cromosomico di D. elata subsp. sesquipedalis è: 2n = 80.

### Ibridi
Nell'elenco che segue sono indicati alcuni ibridi interspecifici:
- Dactylorhiza × delamainii (G. Keller) Soó (1962) - Ibrido con Dactylorhiza maculata
- Dactylorhiza × dubreulhii (Keller & Jeanjean) Soó (1962) - Ibrido con Dactylorhiza incarnata
- Dactylorhiza × paridaeniana Kreutz (1990) - Ibrido con Dactylorhiza praetermissa

Sono stati trovati anche degli ibridi intergenerici:
- ×Dactylodenia jeanjeanii (G. Keller) Averyanov (1986) - Ibrido con Gymnadenia conopsea

### Sinonimi
Questa entità ha avuto nel tempo diverse nomenclature. L'elenco che segue indica alcuni tra i sinonimi più frequenti:
- Orchis sesquipedalis Willd. (1805) (basionimo)
- Orchis elata subsp. sesquipedalis (Willd.) Soó (1928)
- Orchis elata var. sesquipedalis (Willd.) Schltr. (1927)
- Orchis incarnata subsp. sesquipedalis (Willd.) E.G.Camus (1892)
- Orchis incarnata var. sesquipedalis (Willd.) Rchb.f. in H.G.L.Reichenbach (1851)
- Dactylorhiza elata var. sesquipedalis (Willd.) Landwehr (1977)
- Dactylorhiza lusitanica Steud.
- Dactylorchis sesquipedalis (Willd.) Verm. (1947)

### Specie simili
All'interno della sezione Maculatae le varie specie di orchidee sono tutte molto simili; specialmente le due indicate qui sotto possono facilmente essere confuse con l'orchidea di questa voce, che comunque si differenziano in quanto hanno le foglie vistosamente maculate (per i vari confronti sia morfologici che anatomici vedere le relative voci di questa enciclopedia):
- Dactylorhiza maculata (L.) Soó
- Dactylorhiza majalis (Rchb.) P.F. Hunt & Summerh

L'orchidea di questa voce è più simile all'orchidea Dactylorhiza incarnata (L.) Soó; quest'ultima comunque si distingue per le dimensioni minori (l'altezza minima è di 20 cm); l'infiorescenza più corta: 10 – 12 cm; il labello più piccolo: larghezza 6 – 7 mm; lunghezza 6 mm. Anche l'areale è diverso: Italia del nord e centro.

## Conservazione
Come tutte le orchidee è una specie protetta e quindi ne è vietata la raccolta e il commercio ai sensi della Convenzione sul commercio internazionale delle specie minacciate di estinzione (CITES).